# Boruto – Naruto hậu sinh khả úy
Boruto: Naruto Next Generations (Nhật: BORUTO-ボルト- NARUTO NEXT GENERATION Hepburn: Boruto Naruto Nekusuto Jenerēshonzu), cũng được biết đến với cái tên Boruto - Naruto Hậu Sinh Khả Úy, là một bộ manga Nhật Bản được viết bởi Kodachi Ukyō, Kishimoto Masashi và minh họa bởi Ikemoto Mikio. Được xuất bản dài kỳ trên tạp chí chuyên về shōnen manga Weekly Shōnen Jump của Shueisha từ tháng 5 năm 2016 và V Jump  từ tháng 7 năm 2019. Tháng 11 năm 2020, Kishimoto Masashi đảm nhiệm phần viết kịch bản thay thế cho Kodachi Ukyō. Boruto là một spin-off và là hậu truyện của bộ truyện Naruto do Kishimoto Masashi sáng tác, khai thác tiếp những câu chuyện xoay quanh con trai của Uzumaki Naruto, Uzumaki Boruto và đội ninja của cậu. Bản chuyển thể phim truyền hình dài tập anime được đạo diễn bởi Abe Noriyuki bắt đầu được phát sóng trên TV Tokyo vào ngày 5 tháng 4 năm 2017. Không giống như manga bắt đầu kể lại diễn biến bộ phim Boruto: Naruto the Movie (2015), anime Boruto giai đoạn đầu đóng vai trò như một tiền truyện, lấy bối cảnh trước khi Boruto và các người bạn cùng lớp của cậu trở thành ninja cùng nhiều tình tiết không có trong manga.

## Cốt truyện
Bản mẫu:Spoiler
Mở đầu là phân cảnh nhân vật chính Uzumaki Boruto đối đầu với một kẻ thù tên là Kawaki trên tượng đá Hokage, trong khi đó làng Lá chỉ còn lại đống đổ nát. Quay trở về quá khứ, nhiều năm về trước, là con trai của Hokage đệ Thất Uzumaki Naruto, Boruto cảm thấy tức giận khi cha mình đã đặt ngôi làng lên trên cả trước gia đình mình. Vào thời điểm đó, Boruto đã trở thành thành viên của một đội ninja được dẫn đầu bởi Sarutobi Konohamaru, học trò của Naruto , cùng với Uchiha Sarada, con gái của Sasuke và Sakura, và Mitsuki, con trai nhân tạo Orochimaru. Khi Sasuke trở về làng để cảnh báo Naruto về mối đe dọa sắp xảy ra liên quan đến Otsutsuki Kaguya, Boruto đã thuyết phục Sasuke huấn luyện cậu cho kỳ thi Chunin sắp tới để gây ấn tượng với cha mình.
Trong kỳ thi, Otsutsuki Momoshiki và Otsutsuki Kinshiki - mối đe dọa mà Sasuke đã nói đến - xuất hiện và bắt cóc Naruto để họ có thể sử dụng Kurama, vĩ thú phong ấn bên trong cơ thể cậu, để hồi sinh Thần Thụ. Boruto tham gia cùng Sasuke và bốn Kage - những người đứng đầu các làng ninja khác - để giải cứu Naruto. Trận chiến kết thúc khi Momoshiki hy sinh Kinshiki để tăng sức mạnh của bản thân và bị Boruto và cha cậu đánh bại với sự giúp đỡ của Sasuke. Momoshiki tồn tại đủ lâu trước khi biến mất để nhận ra tiềm năng cực lớn của Boruto và cảnh báo cậu bé về số phận của cậu tương lai. Sau khi hồi phục sau cuộc chiến, Boruto quyết định trở thành giống như Sasuke trong tương lai trong khi giao cho Sarada theo đuổi ước mơ trở thành Hokage tiếp theo của cô.
Trong nhiệm vụ tiếp theo của mình, Boruto làm vệ sĩ cho Tento, con trai của Lãnh chúa Hỏa quốc. Cả hai tìm thấy sự tương đồng với mong muốn được cha của họ thừa nhận. Khi một băng cướp được biết đến với cái tên Mujina bắt cóc Tento, Boruto đã cứu cậu và thủ lĩnh của băng bị giam giữ do có kiến thức về ấn mà Momoshiki đã đặt lên Boruto. Naruto và những người khác biết được một tổ chức tên là "Kara" (殻, Hoàng hôn), chuyên tìm kiếm những người có dấu gọi là Karma. Không lâu sau khi chạm trán một cựu ninja làng Sương Mù Ao - một thành viên của Kara, đội của Boruto bắt gặp một cậu bé tên là Kawaki đang chạy trốn khỏi Kara cũng có Karma và đụng độ Kashin Koji. Kawaki trở thành thành viên được nhận nuôi của gia đình Uzumaki để được bảo vệ. Trong thời gian trú ngự tại làng Lá, thành viên người máy của Kara, Delta đã thất bại trước Naruto trong nỗ lực cướp Kawaki về dưới sự quan sát của Koji đang thâm nhập vào làng để lấy thêm thông tin. Tuy nhiên, khi cố gắng bảo vệ Kawaki, Naruto và Sasuke đã bị đánh bại bởi thủ lĩnh của Kara, Jigen, người đã phong ấn Naruto đi trong khi Sasuke trốn thoát. Đội 7 đã đánh bại thành viên của Kara Boro để cứu Naruto khi Karma của Boruto khiến cậu bị Momoshiki chiếm hữu.
Sau khi biết được điều này, Sasuke phát hiện ra rằng tất cả những người sử dụng Karma sẽ bị chiếm hữu bởi thành viên thuộc gia tộc Otsutsuki, bao gồm cả Jigen. Trong khi đó, một cuộc binh biến bắt đầu hình thành ở Kara, với Kashin Koji đã đối đầu với Jigen trong khi Amado đến Konoha xin tị nạn để đổi lấy thông tin, tiết lộ rằng thủ lĩnh thực sự của Kara thực sự là Otsutsuki Isshiki, người đã chiếm hữu Jigen kể từ khi hắn bị phản bội bởi Otsutsuki Kaguya khi cả hai đến Trái Đất hàng nghìn năm trước, và Karma cho phép tộc nhân Otsutsuki hồi sinh thông qua cơ thể của vật chủ. Mặc dù Koji đã giết Jigen, buộc Isshiki tái sinh không hoàn hảo trong khi Karma của Kawaki biến mất, Isshiki buộc Koji phải rút lui và rời đi tấn công Konoha.
Khi Isshiki đến Konoha, hắn bắt đầu tìm kiếm Kawaki. Naruto đối mặt trực diện với hắn và chuẩn bị chiến đấu. Boruto đã dùng Thuật Thời không đưa Isshiki đến một chiều không gian khác với Sasuke và Naruto theo sau. Vì Boruto là vật chứa của Momoshiki, Isshiki dự định hiến tế cậu ta cho Thập Vĩ để trồng Thần Thụ. Với sức mạnh mới là Baryon Mode, Naruto đã gần đánh bại được Isshiki trước khi Kawaki lừa Isshiki chết, nhưng Naruto đã phải trả giá bằng mạng sống của Cửu Vĩ Kurama. Boruto, trong khi ý thức bị chiếm hữu bởi Momoshiki, đã phá hủy Rinnegan của Sasuke. Tuy nhiên, Sasuke và Kawaki đã cùng nhau đấu với Momoshiki cho đến khi Boruto lấy lại ý thức. Sau khi bị đánh bại, Isshiki yêu cầu Code, người đang canh giữ Thập Vĩ và sở hữu ấn Karma trắng, thực hiện "ý chí Otsutsuki" bằng cách hy sinh Boruto hoặc Kawaki cho Thập Vĩ, sau đó ăn trái chakra và trở thành người tộc Otsutsuki. Code đã tìm đến Eida, người máy của Amado. Cô có khả năng nhìn thấy mọi sự việc diễn ra từ thời điểm cô sinh ra và quyến rũ đối phương, trừ khi đó là tộc nhân Otsutsuki và người có máu mủ với em trai Daemon, người máy có khả năng phản đòn tấn công của đối phương. Trong khi đó, Boruto và Kawaki đang bắt đầu nghĩ đến việc luyện tập để đối đầu với những kẻ thù mới trong tương lai. Amado cũng bắt đầu có những toan tính riêng của mình.

## Sản xuất
Khi Naruto kết thúc vào năm 2014, công ty Shueisha đã yêu cầu Kishimoto Masashi bắt đầu phần tiếp theo của bộ truyện. Kishimoto đã bác bỏ ý tưởng này và đề nghị họa sĩ Ikemoto Mikio, người đã làm việc với tư cách trợ lý cho Kishimoto kể từ khi Naruto bắt đầu để thay thế ông minh họa bộ truyện.   Một trang web đếm ngược có tiêu đề "Next Generations" đã được sử dụng để quảng cáo cho bộ manga mới. Trong tháng 12 năm 2015,  Boruto: Naruto Next Generations đã được công bố. Kishimoto nói rằng ông ấy muốn Boruto vượt qua tác phẩm trước của mình. Người viết Boruto, Kodachi Ukyō, đã viết một light novel  có tên Gaara Hiden (2015) và đã hỗ trợ Kishimoto viết kịch bản cho bộ phim Boruto: Naruto the Movie. Bên cạnh việc đảm nhiệm kịch bản cho bộ truyện, Kodachi còn đóng vai trò giám sát cốt truyện của bộ anime. Kishimoto cũng đóng vai trò là người giám sát anime cho tập 8 và 9. Kodachi giải thích rằng bối cảnh của bộ truyện sẽ bị ảnh hưởng bởi khoa học nhiều hơn Naruto bị ảnh hưởng bởi cha ông là một nhà vật lí. Để kết hợp nhẫn thuật và công nghệ nhiều hơn, Kodachi đã lấy cảm hứng từ các trò chơi nhập vai khoa học viễn tưởng.
Bất chấp việc Kishimoto sửa đổi kịch bản của manga, ông đã khuyên Ikemoto nên vẽ theo phong cách của riêng mình thay vì bắt chước lại nét vẽ cũ. Ikemoto đồng ý và cảm thấy lạc quan về phong cách vẽ của mình. Trong khi những người hâm mộ lâu năm có thể thất vọng vì Kishimoto không tiếp tục vẽ Boruto, Ikemoto nói rằng ông ấy sẽ cố gắng hết sức trong việc tạo ra nét vẽ riêng cho bộ manga này. Trong khi cảm thấy vinh dự khi đảm nhiệm phần minh họa cho Boruto, Ikemoto nói rằng ông ấy rất biết ơn việc bộ truyện được phát hành hàng tháng thay vì hàng tuần vì việc sản xuất gần 20 trang mỗi chương sẽ cực kì căng thẳng; tuy nhiên, họa sĩ này vẫn cảm thấy việc xuất bản hàng tháng là một thách thức. Các chương thông thường của Boruto thường có xu hướng vượt quá 40 trang, việc tạo ra các bản phác thảo hình thường mất một tuần, các trang mất 20 ngày để sản xuất, trong khi thời gian còn lại được sử dụng để tô màu và chỉnh sửa. Khi vẽ các nhân vật, Ikemoto cảm thấy rằng nét mặt của Boruto luôn thay đổi khi câu chuyện tiếp diễn; Ban đầu, nhân vật chính có một đôi mắt to khi tương tác với nhân vật Tento, nhưng ngoại hình của Boruto đã trở nên nổi loạn hơn khi cậu ta giao tiếp với Kawaki.
Mặc dù có âm hưởng nhẹ nhàng hơn Naruto, bộ truyện bắt đầu bằng cách ám chỉ về một tương lai đen tối. Sự sắp đặt này đã được Kishimoto đề xuất để mang lại cho bộ truyện tranh này một sức ảnh hưởng lớn hơn và có một cách tiếp cận khác với cách tiếp cận trong phim chiếu rạp Boruto. Trong kịch bản này, Ikemoto đã vẽ một Boruto lớn tuổi hơn, nhưng ông ấy tin rằng thiết kế này có thể thay đổi khi manga đi đến cột mốc thời gian này trong tương lai. Vào đầu năm 2019, Ikemoto tuyên bố mối quan hệ giữa Boruto và Kawaki sẽ là trọng tâm chính trong cốt truyện vì nó sẽ được phát triển cho đến khi cuộc chiến của họ diễn ra. Ikemoto đặt mục tiêu viết bộ truyện gần 30 tập để có thể xây dựng đầy đủ câu chuyện.  Kodachi đã vẽ ra những điểm tương đồng giữa Boruto và thời kỳ hậu Chiến tranh Lạnh và nói rằng trong khi các nhân vật mới đang sống trong thời kỳ hòa bình, một yếu tố phức tạp nào đó có thể đưa thế giới của họ trở lại thời kỳ hỗn loạn.
Mặc dù ban đầu Kishimoto không viết bộ truyện, nhưng ông ấy đã tạo ra nhiều nhân vật cho những người đi sau có thể sử dụng. Kishimoto không nói rõ liệu Naruto hay một nhân vật quan trọng nào khác sẽ chết hay không nhưng ông nói rằng một tình huống như thế này sẽ rất thú vị và nói thêm rằng tác giả kế nhiệm có quyền tự do viết câu chuyện theo ý muốn của họ. Vào tháng 11 năm 2020, sau 51 chương và 13 tập, Kodachi đã rời khỏi vị trí viết kịch bản, thay vào đó Kishimoto đã đảm nhận toàn bộ nhiệm vụ viết và Ikemoto tiếp tục đảm nhiệm vị trí minh họa bắt đầu từ chương 52 trong số tháng Một sắp tới của tạp chí V Jump, xuất bản vào ngày 21 tháng 11, 2020.

## Phương tiện truyền thông

### Manga
Boruto: Naruto Next Generations được viết bởi Kodachi Ukyō (Tập 1–13) và Kishimoto Masashi (Tập 14–) và được minh họa bởi Ikemoto Mikio. Bộ truyện bắt đầu được phát hành trên tạp chí manga Weekly Shōnen Jump số 23 của Shueisha vào ngày 9 tháng 5 năm 2016 cho đến số 28 được xuất bản vào ngày 10 tháng 6 năm 2019, và sau đó được chuyển đến tạp chí V Jump trong số tháng 9 phát hành vào ngày 20 tháng 7.  Tác giả của bộ truyện gốc Naruto, Kishimoto Masashi, hiện đang đóng vai trò giám sát bộ truyện trong khi đó công việc minh họa bởi trợ lý trưởng cũ của ông và được viết bởi đồng biên kịch của Boruto: Naruto the Movie. Để giữ bộ truyện Naruto trong vòng một trăm tập, Ikemoto hy vọng sẽ hoàn thành bộ truyện tranh với số lượng ít hơn 30 tập. Một manga phụ có tựa đề Boruto: Saikyo Dash Generations (BORUTO-ボルト- SAIKYO DASH GENERATIONS)  được viết bởi Kenji Taira và đã được đăng dài kỳ trên Saikyō Jump kể từ số tháng 3 năm 2017. Viz Media sau đó đã phát hành tập đầu tiên của manga cùng với phiên bản lồng tiếng Anh của Boruto: Naruto the Movie .

### Anime
Tại sự kiện Naruto và Boruto tại triển lãm Jump Festa vào ngày 17 tháng 12 năm 2016, đã có một thông báo rằng bộ truyện tranh sẽ được chuyển thể thành một dự án anime và không lâu sau đó được xác nhận là một bộ phim truyền hình chuyển thể từ bộ truyện gốc.Ngoài ra, một video hoạt hình gốc trước đây đã được phát hành như một phần của bộ sưu tập trò chơi điện tử của CyberConnect2 , Naruto Shippuden: Ultimate Ninja Storm Trilogy (2017), mô tả một nhiệm vụ mới trong đó đội của Boruto phải ngăn chặn một tên trộm. 
Xê-ri anime truyền hình, được giám sát bởi tác giả bộ truyện Kodachi Ukyō, do Pierrot sản xuất, với thiết kế nhân vật của Tetsuya Nishio và Hirofumi Suzuki, và âm nhạc do Yasuharu Takanashi và đơn vị âm nhạc -yaiba- của ông thực hiện. Bộ phim được khởi chiếu trên TV Tokyo vào ngày 5 tháng 4 năm 2017. Viz Media là đơn vị cấp phép cho loạt phim này ở Bắc Mỹ. Ý tưởng chọn Pierrot và TV Tokyo một lần nữa đến từ một biên tập viên của Weekly Shonen Jump, người thấy nó phù hợp vì có khung thời gian dành cho khán giả trẻ. Để quảng bá bộ anime, Crunchyroll bắt đầu chia sẻ các phân đoạn miễn phí của bộ phim này vào đầu năm 2018. Các tập phim đang được đóng vào các hộp DVD ở Nhật Bản, bắt đầu với 15 tập đầu tiên vào ngày 1 tháng 11 năm 2017. CD chứa nhạc phim có tựa đề Boruto Naruto Next Generations Original Soundtrack 1 được phát hành vào ngày 28 tháng 6 năm 2017. Bộ nhạc phim thứ hai được phát hành vào ngày 7 tháng 11 năm 2018.
Vào ngày 21 tháng 7 năm 2018, tại triển lãm San Diego Comic-Con bản lồng tiếng Anh của bộ anime được thông báo sẽ công chiếu trên Toonami của Adult Swim bắt đầu từ ngày 29 tháng 9 năm 2018. Tại Úc, anime bắt đầu được phát sóng trên kênh ABC Me bắt đầu từ ngày 21 tháng 9 năm 2019.
Vào ngày 21 tháng 4 năm 2020, từ tập 155 trở đi đã bị hoãn chiếu cho đến ngày 6 tháng 7 năm 2020 do ảnh hưởng của đại dịch COVID-19.

### Light novel
Một loạt light novel được viết bởi tác giả Shigenobu Kō (tiểu thuyết 1-3 và 5) và tác giả Kiyomune Miwa (tiểu thuyết 4), với phần minh họa đảm nhiệm Ikemoto Mikio dựa trên anime cũng đã được sản xuất. Tác phẩm đầu tiên, có tựa đề Seiten o Kakeru Aratana Konoha-tachi! (青天を翔る新たな木の葉たち!), được phát hành vào ngày 2 tháng 5 năm 2017. Phần thứ hai được phát hành vào ngày 4 tháng 7 năm 2017, với tựa đề Kage Kara no Yobigoe! (影からの呼び声!) ). Cuốn tiểu thuyết thứ ba, Shinobi no Yoru O Terasu Mono! (忍の夜を照らす者!), được phát hành vào ngày 4 tháng 9 năm 2017. Cuốn tiểu thuyết thứ tư, Shūgakuryokō ketsu pū roku! (修学旅行血風録!), được phát hành vào ngày 2 tháng 11 năm 2017. Cuốn tiểu thuyết thứ năm, Ninja akademī saigo no hi! (忍者学校最後の日!), được phát hành vào ngày 4 tháng 1 năm 2018.

### Trò chơi điện tử
Trò chơi điện tử Naruto to Boruto: Shinobi Striker được phát hành vào ngày 31 tháng 8 năm 2018 và có các nhân vật trong cả hai bộ truyện Boruto và Naruto. Vào tháng 8 năm 2018, một trò chơi Boruto khác cho nền tảng PC đã được công bố với tựa đề Naruto x Boruto Borutical Generations. Người chơi có thể chơi miễn phí, với các tùy chọn mua vật phẩm có sẵn trong trò chơi. Trò chơi sẽ có sẵn và được phát hành thông qua dịch vụ trực tuyến Yahoo! Games. Uzumaki Boruto cũng xuất hiện với tư cách nhân vật có thể chơi được trong trò chơi chiến đấu Jump Force.

## Tiếp nhận

### Manga
Nhìn chung, bộ manga được đón nhận rộng rãi ở Nhật Bản, xuất hiện trong danh sách những bộ truyện bán chạy nhiều lần. Trong một tuần phát hành, tập truyện đầu tiên đã bán được 183.413 bản. Bộ truyện đã cán mốc một triệu bản in tính đến tháng 1 năm 2017. Từ năm 2017 đến năm 2018, bộ manga trở thành bộ bán chạy thứ 8 của Shueisha. Tập đầu tiên của manga cũng bán chạy ở Bắc Mỹ, trong khi đó bộ truyện cũng trở thành manga đăng nhiều kỳ được bán chạy thứ sáu trong năm 2017 theo ICv2. Vào mùa thu năm 2018, Boruto là bộ manga bán chạy thứ tư tại Bắc Mỹ.
Rebecca Silverman của Anime News Network (ANN) cho biết Boruto vô cùng hấp dẫn cô mặc dù cô chưa bao giờ có được cái nhìn đầy đủ về bộ manga Naruto. Cô ca ngợi cách tác giả đối phó với cảm giác lo lắng, bốc đồng của Boruto mà không phải như kiểu "tuổi nổi loạn" và cách Sasuke quyết định huấn luyện cậu. Amy McNulty của ANN đánh giá bộ truyện này hấp dẫn đối với những người hâm mộ bộ truyện Naruto và nói thêm rằng mặc dù nhân vật Mitsuki chỉ đóng một vai trò nhỏ trong cốt chuyện nhưng câu chuyện bên lề ấy đã giúp mở rộng thêm về nguồn gốc của cậu. Nik Freeman của cùng trang web lại chỉ trích sự thiếu phát triển của Boruto so với lần ra mắt của cậu trong phần cuối của bộ truyện Naruto. Freeman cũng cho biết có sự khác biệt trong lý do Naruto lúc còn bé và Boruto quậy phá trong làng. Tuy nhiên, Freeman thích câu chuyện quá khứ của nhân vật Mitsuki vì anh không cảm thấy nó lặp lại những câu chuyện cũ. Bằng việc đánh giá thông qua chương đầu tiên, Chris Beveridge của The Fandom Post tỏ ra tiêu cực hơn, phàn nàn về sự tập trung chủ yếu vào mối quan hệ nhạt nhòa của Naruto và Boruto và việc kể lại các thành phần đã có trong Boruto: Naruto the Movie. Ngoài ra Beveridge cũng chỉ trích việc chuyển thể tác phẩm của Kishimoto, nhưng ông lại ca ngợi mối quan hệ giữa Naruto và Sasuke cũng như phần dự báo về một cuộc chiến liên quan đến Boruto khi lớn.
Melina Dargis cũng đã có một đánh giá khái quát về tập đầu tiên của bộ truyện và cô ấy đã mong đợi sự phát triển của các nhân vật mặc dù đã xem phim Boruto trước đây. Không chỉ vậy, cô ấy cũng hài lòng với vai trò của Mitsuki trong câu chuyện của riêng cậu anh. Leroy Douresseaux của Comic Book Bin thì đã đề xuất bộ truyện này cho người hâm mộ Naruto và giải thích cách tác giả mới đã sử dụng tập đầu tiên để thiết lập tính cách cho các nhân vật chính. Dargis đã bị ấn tượng bởi thông điệp rõ ràng của bộ truyện và nhận thấy rằng nó đang cố gắng kết nối với các khán giả hiện đại bằng các chủ đề như quan hệ giữa con cái với cha mẹ cùng việc sử dụng công nghệ, trái ngược với Naruto. Douresseaux cũng thích quá trình tính cách của nhân vật Boruto phát triển bắt đầu từ tập thứ hai của bộ truyện vì nó giúp độc giả đánh giá cậu cao hơn. Fandom Post và Comic Book Bin tin rằng manga đã khắc họa những bước tiến triển lớn trong câu chuyện của Boruto do cách mà diễn biến cốt truyện được thúc đẩy nhanh hơn và cách các nhân vật mới bước vào cuộc chiến sinh tử đầu tiên với nhân vật phản diện Ao trong manga thay vì dựa dẫm vào thế hệ trước. Mặc dù vậy, Manga News lại chỉ trích việc manga dựa vào các nhân vật cũ Naruto và Sasuke để chiến đấu với tổ chức phản diện Kara giống như cái cách Toriyama Akira sử dụng hai nhân vật Goku và Vegeta trong bộ anime Dragon Ball Super thay vì là sử dụng nhân vật chính mới, và cũng từ đó hy vọng rằng Boruto và bạn bè của cậu sẽ thể hiện tích cực trong các sự kiện tiếp theo.
Sự xuất hiện của Kawaki trong bộ truyện đã được ca ngợi vì tác động của nó trong cốt truyện và sự đối đầu của cậu với Boruto tương đồng với mối quan hệ giữa Naruto và Sasuke. Nhà thiết kế trò chơi Hiroshi Matsuyama đã ca ngợi vai trò của Kawaki trong manga và ảnh hưởng của cậu trong câu chuyện cũng như các phân cảnh chiến đấu mà cậu góp mặt.

### Anime
Anime đã được các độc giả Nhật Bản của Charapedia rất yêu thích và họ đã bình chọn đây là bộ anime hay thứ chín của mùa xuân năm 2017. Cây bút Sam Stewart của IGN đã khen ngợi sự tập trung vào thế hệ ninja mới cũng như sự khác biệt giữa họ và thế hệ trước. Cây bút này cũng khen ngợi sự trở lại của các nhân vật khác như Otsutsuki Toneri và rất thích các nhãn thuật mới. Anh cũng bày tỏ sự khen ngợi đối với tính cách của hai nhân vật Shikadai và Metal Lee, gọi mối quan hệ của họ cũng như cuộc chiến tình cờ là thú vị và nói rằng chất lượng Boruto: Naruto Next Generations sẽ tăng dần theo từng tập. Giám đốc thương hiệu của Crunchyroll, Victoria Holden đã tham gia cùng Miranda Sanchez của IGN để thảo luận về việc liệu bộ phim có thể kéo dài thành công của loạt phim cũ hay không trong khi vẫn xem xét các tập trước của loạt phim. Theo TV Tokyo, doanh thu và tổng lợi nhuận của Boruto rất khả quan trong năm 2018, chiếm vị trí top 5. Trong một báo cáo của Crunchryroll, Boruto được xem là một trong những bộ anime được phát trực tuyến nhiều nhất từ năm 2018 ở nhiều quốc gia, đặc biệt là châu Á. UK Anime Network đã liệt kê đây là một trong những bộ phim hay nhất năm 2019 vì có những arc gốc hấp dẫn không có trong loạt phim gốc, điều này trái ngược với anime Naruto có những câu chuyện gốc không thu hút được khán giả.
Trong một bài viết khác, nhà văn Tim Tomas của Geek.com đã so sánh Boruto với loạt phim The Legend of Korra, vì cả hai đều được định hướng khác với bộ tiền nhiệm mặc dù có chung chủ đề. Sarah Nelkin coi Boruto như một phiên bản vui nhộn hơn của Naruto, nhưng Amy McNulty lại rất thích tập 13 vì tập này tập trung vào một tình tiết phụ đã được phát triển kể từ tập đầu tiên và những điều được tiết lộ trong tâp này khiến bộ phim trở nên có phần đen tối hơn. Stewart đồng ý với McNulty và nhận xét rằng nhà phát triển đã khiến arc đầu tiên của anime đạt đến cao trào. Tính cách của nhân vật phản diện cũng gây ấn tượng mạnh với người xem. Allega Frank của Polygon nói rằng trong giai đoạn đầu tiên của cả manga và anime, nhiều người hâm mộ đã lo lắng khi xem phân đoạn tương lai trong đó một Boruto lớn tuổi đang đối mặt với một kẻ thù có tên Kawaki - người có ngụ ý rằng Naruto có thể chết; số phận của nhân vật này đã khiến họ bận tâm. Bộ truyện đã xếp hạng 80 trong Lễ hội Tokyo Anime Award ở hạng mục 100 TV Anime hay nhất năm 2017.
Các nhà phê bình cũng nhận xét về tính cách của Boruto trong anime. Beveridge hoan nghênh tập đầu tiên của bộ truyện và cảm thấy rằng Boruto đã được khắc họa một cách vượt trội hơn so với phiên bản trong manga, trong khi các cây viết khác thích tính khí anh hùng của cậu ấy, gửi thông điệp tích cực hơn đến người xem. Các nhà phê bình cũng khen ngợi chi tiết nhân vật Uchiha Sasuke trở lại đã trở nên quan tâm hơn đến con gái của mình là Sarada, và họ cảm thấy hai nhân vật này đã được khắc họa rất tốt. Các nhà phê bình cảm thấy điều này càng giúp mở rộng mối liên hệ giữa các thành viên gia đình Uchiha là Sasuke, Sakura và Sarada dựa trên mối quan hệ của họ được thể hiện trong arc thứ hai của anime.